# Eu Nasci Há 10 Mil Anos Atrás
"Eu Nasci Há 10 Mil Anos Atrás" é um compacto do cantor e compositor brasileiro Raul Seixas, lançado em junho de 1976 pela gravadora Philips Records, tendo a sua gravação sido realizada em maio e junho de 1976 nos estúdios da gravadora Philips, na Barra da Tijuca. É o primeiro e único compacto simples do álbum Há 10 Mil Anos Atrás, gravado no mesmo ano e lançado também em dezembro de 1976.
A canção alcançou uma excelente execução nas rádios levando à participação do cantor por duas vezes no programa Globo de Ouro, que reflete a parada de sucessos, e tendo, inclusive, dado origem a um clipe gravado pela Rede Globo e exibido em seu programa dominical, o Fantástico. O compacto atingiu vendagens superiores a 100 mil cópias e tornou-se uma das canções mais famosas do cantor e compositor baiano.

## Gravação e produção
A música foi gravada em maio e junho de 1976, como parte das sessões de gravação do álbum Há 10 Mil Anos Atrás, que seria lançado no fim do ano. As gravações dessa canção se deram em junho de 1976, nos estúdios da gravadora Philips, na Barra da Tijuca. A gravação do álbum e, especialmente, desta canção simbolizou para Raul a percepção de que sua gravadora não lhe dava o devido valor, levando as sessões de gravação a terem momentos de tensão e tumulto, com Raul aparecendo muitas vezes bêbado e sem condições de gravar. O músico baiano sabia que tinha um grande sucesso em mãos, mas a gravadora não o tratava com o respeito que ele achava que merecia, isto é, como um cantor e compositor de altas vendagens.

## Lançamento, resenha e recepção
O compacto foi lançado em junho de 1976 e contou com aclamação generalizada pela crítica especializada. O compacto acabaria vendendo mais de 100 mil cópias nos meses seguintes e renderia a Raul a oportunidade de realizar um clipe musical para o programa dominical da Rede Globo, o Fantástico e duas participações no programa Globo de Ouro, em julho e setembro. A canção teve uma execução muito boa nas rádios e fez parte da estratégia de divulgação da gravadora que acreditava que o álbum anterior tinha sofrido com a falta de lançamento de uma música de trabalho com grande antecedência.
A canção é um rock estilizado com pitadas de música country e o título, tema e letra da música são inspirados em uma canção gravada por Elvis Presley — ídolo de Raul — em seu álbum Elvis Now, de 1972. A canção chama-se "I Was Born About Ten Thousand Years Ago" e foi adaptada e arranjada por Elvis, já que se trata de uma canção tradicional, de domínio público. Comparando-se as duas versões, Raul e Paulo fizeram diversas modificações na letra e ampliaram as ideias da canção original que se utiliza somente de temas bíblicos. A versão de Raul expande para citar outras religiões, acontecimentos históricos recentes e até contos de fadas. Além disso, a canção adquire outro sentido sob Raul já que faz referência a troca das eras na astrologia (reverberando o título de seu disco anterior, Novo Aeon). Também, a letra contém oposições entre a mensagem de Cristo e o agir da Igreja organizada.

## Faixas
Faixas dadas pelo Discogs.
| Eu Nasci Há 10 Mil Anos Atrás |                                 |         |  |
| N.º                           | Título                          | Duração |  |
| 1.                            | "Eu Nasci Há 10 Mil Anos Atrás" | 4:45    |  |
| 2.                            | "Love Is Magick"                | 2:47    |  |
| Duração total:                | Duração total:                  | 7:32    |  |

## Desempenho nas tabelas musicais
| Chart (1976)     | Posição |
| ---------------- | ------- |
| Brasil (Cashbox) | 3       |